# Armorial des comtes militaires de l'Empire
En raison de sa taille, l'armorial des comtes militaires sous le Premier Empire est subdivisé en deux pages :
- Armorial des comtes militaires de l'Empire (A-K)
- Armorial des comtes militaires de l'Empire (L-Z)